# Hoogovenarbeider
De Hoogovenarbeider is een artistiek kunstwerk in Amsterdam Nieuw-West.
Het beeld uit 1970 is van Wilfried Put. Put gaf zijn bronzen visie op een arbeider bij de Koninklijke Hoogovens in Velsen. Hij beeldde een arbeider in overall en handschoenen af. In zijn handen bevindt zich een stok waarmee hij in de hete massa moest roeren.  
Het beeld staat aan de Slotermeerlaan, voor de zijgevel van een bedrijfsgebouw (winkel etc.) dat als adres Plein '40-'45 11-13 heeft. In het verleden heeft de gemeente Amsterdam in overleg met de kunstenaar getracht het beeld te verplaatsen, maar Put vond de toenmalige en ook huidige plek (gegevens 2021) juist goed. Het bezwaar van de gemeente in de jaren negentig had te maken met de drukte rondom het beeld; hetzelfde argument hield de kunstenaar aan om het op haar plaats te laten staan. 
Het voetstuk bevat de naam van de kunstenaar.

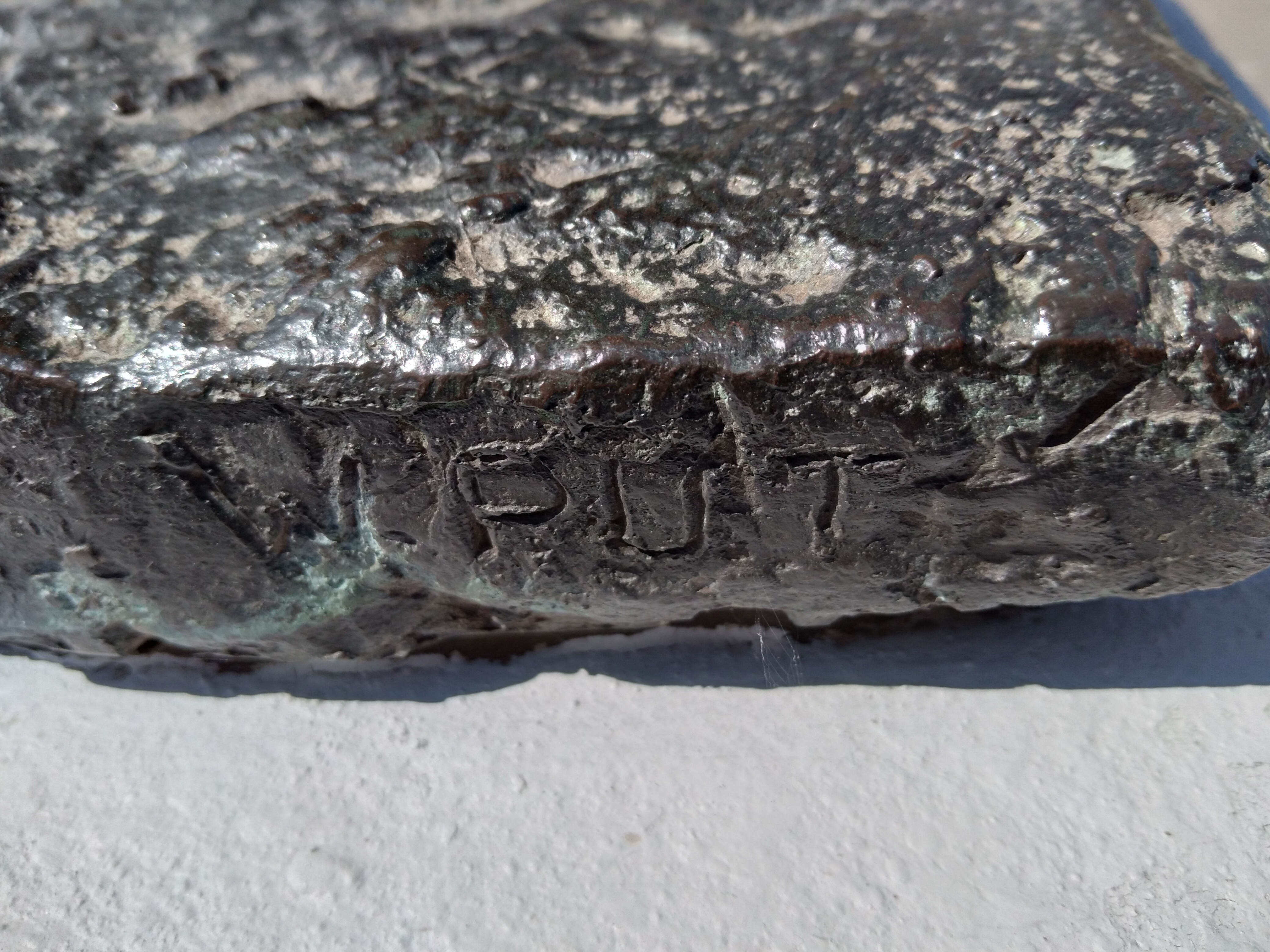
Signatuur (april 2021)